# Rubén Sosa
W treści tego artykułu od 2010-04 występują prawdopodobnie wyrażenia zwodnicze, co nie jest zgodne z zasadami przyjętymi w Wikipedii.
Dokładniejsze informacje o tym, co należy poprawić, być może znajdują się w dyskusji tego artykułu.
 Po wyeliminowaniu niedoskonałości należy usunąć szablon {{Dopracować}} z tego artykułu.
Ruben Sosa Arzaiz (ur. 25 kwietnia 1966 w Montevideo) – urugwajski piłkarz występujący na pozycji napastnika; reprezentant kraju.

## Kariera
Zaczynał karierę w Danubio FC w wieku 15 lat. Był tym samym najmłodszym graczem w historii urugwajskiej pierwszej ligi. Grał w barwach Danubio do 1985 roku, gdy wyjechał do Hiszpanii do Realu Saragossa. W tym klubie zdobył puchar kraju w 1986 roku, zdobywając gola w meczu finałowym przeciwko FC Barcelonie. Następnie grał we Włoszech w S.S. Lazio, gdzie przez 4 lata spisywał się na tyle dobrze, że został dostrzeżony przez włodarzy Interu Mediolan. Po transferze do mediolańskiego klubu zaliczył najlepszy okres w karierze. Był najlepszym strzelcem Interu przez dwa sezony, wygrał także Puchar UEFA. Po przyjściu Dennisa Bergkampa do klubu i przejęciu władzy w klubie przez Massimo Morattiego odszedł z Serie A do Bundesligi. Trafił do mistrza Niemiec Borussii Dortmund, gdzie podczas jednego sezonu grał tylko sporadycznie ustępując miejsca w składzie Stephane'owi Chapuisatowi czy Karlheinzowi Riedlowi. Po roku powrócił do Hiszpanii by grać dla CD Logroñés. Po kilkunastu miesiącach przeszedł do klubu swoich dziecięcych marzeń, słynnego Nacionalu Montevideo. W klubie z Urugwaju zdobył mistrzostwo ligi kolejno w 1998, 2000, 2001 oraz w 2002 roku. Mocno przyczynił się do tych sukcesów, a fani uznali go za najbardziej lubianego gracza drużyny. W 2002 roku przeniósł się do Chin by grać dla Shanghai Shenhua, dwa lata później powrócił do Nacionalu tym razem na stanowisko asystenta trenera. W 2005 dzięki jego pomocy Nacional znów wygrał ligę urugwajską. Pracuje w klubie ze stolicy Urugwaju do dziś, jednocześnie grając w drugoligowym zespole Racing Club de Montevideo.

## Reprezentacja
W reprezentacji kraju wygrał Copa America w 1987 i 1995 roku, grał także na Mistrzostwach Świata we Włoszech.

## Osiągnięcia
- Puchar UEFA: Inter Mediolan (1994),
- Mistrz Urugwaju: Club Nacional de Football (1998, 2000, 2001),
- Mistrz Niemiec: Borussia Dortmund (1996),
- Puchar Hiszpanii: Real Saragossa (1986)
- Copa America: 1987, 1995